# Incio
Incio, także w jęz. galicyjskim O Incio – miasto w Hiszpanii we wspólnocie autonomicznej Galicja w prowincji Lugo. Liczy nieco ponad 2 tys. mieszkańców.
Z Incio pochodzi Lucía Pérez Vizcaíno, hiszpańska piosenkarka.